# Earl of Chatham

Wappen der Earls of Chatham

Earl of Chatham, in the County of Kent, war ein erblicher britischer Adelstitel in der Peerage of Great Britain.

## Verleihung
Der Titel wurde am 4. August 1766 für den Premierminister William Pitt den Älteren geschaffen, zusammen mit dem nachgeordneten Titel Viscount Pitt, of Burton Pynsent in the County of Somerset.
Bei seinem Tod 1778 erbte sein ältester Sohn John Pitt die Titel als 2. Earl. Dieser erbte beim Tod seiner Mutter Hester Pitt, Countess of Chatham (1720–1803) auch den Titel Baron Chatham, of Chatham in the County of Kent, der dieser am 4. Dezember 1761 in der Peerage of Great Britain verliehen worden war. Als er am 24. September 1835 kinderlos starb, erloschen alle drei Titel.

## Liste der Earls of Chatham (1766)
- William Pitt, 1. Earl of Chatham (1708–1778)
- John Pitt, 2. Earl of Chatham (1756–1835)